# Johann Conrad Ziesenis
Johann Conrad Ziesenis (* 26. August 1671 in Hannover; † 13. Januar 1727 ebenda) war ein deutscher Bildhauer. Er stand am Anfang einer Kunsthandwerker- und Künstlerfamilie des 17. und 18. Jahrhunderts, deren Werke dem Hannoverschen Rokoko zugerechnet werden.

## Leben
Ziesenis war der Sohn des hannoverschen Zeugmachers und Schreibschulmeisters Dietrich Ziesenis (* um 1648; † 1698), verwandt mit dem hannoverschen Bildhauer Johann Friedrich Blasius Ziesenis, dem Maler Johann Georg Ziesenis der Jüngere und der Malerin Maria Elisabeth Ziesenis.
1710 leistete Johann Conrad Ziesenis den Bürgereid der Stadt Hannover. 1715 erhielt er – gemeinsam mit dem Tischler Arndt Siemerding – Entlohnungen für Arbeiten als Bildhauer am Hausgerät im Schloss Herrenhausen.